# Condado de Lincoln (Oregon)
O Condado de Lincoln é um dos 36 condados do Estado americano do Oregon. A sede do condado é Newport, e sua maior cidade é Newport. O condado possui uma área de 3 092 km² (dos quais 555 km² estão cobertos por água), uma população de 44 479 habitantes, e uma densidade populacional de 18 hab/km² (segundo o censo nacional de 2000). O condado foi fundado em 1893.